# Кристијан Викернес
Луи Кашет (рођен Кристијан Викернес, 11. фебруара 1973), познатији као Варг Викернес, је норвешки музичар, писац и осуђени убица. Године 1991, основао је бенд под називом Бурцум, који је постао један од најутицајнијих блек метал бендова. Осуђен је 1994. за убиство, за које је издржао казну затвора у трајању од 15 година.
Рођен у Бергену, Викернес је провео део свог детињства у Ираку, где је његов отац радио за владу Ирака. Почео је свирати гитару са 14 година и формирао је свој први бенд, Калашњиков, у следеће две године. После оснивања Бурцума постао је део ране Норвежанске блек метал сцене. 1992, Викернес је заједно са другим члановима сцене био осумњичен за паљење четири хришћанске цркве у Норвешкој. Он је одбио одговорност за то дело, али је то подржавао. Ране 1993, снимио је четири албума као Бурцум и још један са другим блек метал бендом под именом Мејхем.
Августа 1993, Викернес је брутално избо гитаристу Мејхема Еуронимуса током свађе испред стана Еуронимуса, и укратко после тога је био ухапшен. Маја 1994, Викернес је осуђен за првостепено убиство, паљење црква и поседовање експлозива, и добио казну од 21. годину у затвору. Рекао је да је убиство било у самоодбрани и неуспешно се расправљао да му казна буде смањена на убиство на мах. Током његовог лишења слободе, Викернес је основао Норвежански Хитенски Фронт, објавио две књиге, и објавио два амбијентска албума као Бурцум. Викернес је започео и блог, према речима писца Ролинг Стоунса, "промовише неонацистичке погледе и садржи расправе против Муслимана и Јевреја". Викернес је отворено признао Нацизам 1990-их; од тада је демантовао ту идеологију и њене сродне покрете, али његови погледи идаље стоје при крајњој десници. Он своја веровања зове "Одализам" и присталица је "прединдустријског Европског паганског друштва".
После одслужења затворске казне од 15 година, Викернес је условно пуштен ране 2009. Променио је своје правно име на Луи Кашет да би избегао потешкоће са јавношћу, али се и даље ословљава као Варг Викернес у свакодневном животу. Када је био пуштен, преселио се у Француску са својом женом и децом, где је наставио своју музичку и писарску каријеру. Такође је и био активан видео блогер на свом Јутјуб каналу "ThuleanPerspective".

## Биографија
Много информација о Викернесу долази из књиге "Lord of Chaos (Feral House)" која описује рану Хорвежанску блек метал сцену. Мајкл Мојнихан, један од аутора књиге, подржавао је Викернеса и његову екстремистичку политику, али је Мојнихан касније је негирао десничарску идеологију.

### Прошлост и детињство
У интервју који се налази у "Lords of Chaos", Викернес је причао о својој прошлости и детињству. "Lords of Chaos" такође садржи интервју са његовом мајком, Хеленом Бор. У интервју 2004, Викернес је рекао да је његова мајка радила за "велику нафтну компанију". Његов отац је инжењер електронике, а његов старији брат је грађевински инжењер.
У "Lords of Chaos" интервју, Викернес је спомињао да када је имао 6 година, његова породица се преселила у Багдад, Ирак, и тамо је живела годину дана, зато што је његов отац развијао компјутерски програм за Садама Хусеина. Пошто нису била доступна места у Енглеској школи у Багдаду, најмлађи Викернес је похађао основну школу у Ираку у то време. По његовом интервју, Викернес је био "свестан расних ствари". Физичка казна није била необична у школи, и у једном слуцају, Викернец је током свађе назвао учитеља "мајмуном". Викернес је то разумео као да "учитељи нису хтели да га ударе јер је белац". Мајка Викернеса се такође сећа како су "провели годину дана у Ираку" и како "су друга деца добијали физичке казне; а он не". Поменула је да је то направило проблеме, али генерално нема "добро објашњење" како је Варг одгајио такве погледе на свет.
Када су га питали о његовом оцу, Викернес је рекао да је "имао заставу свастике кући". Међутим, Викернес је осећао да је његов отац био хипокрит зато што је био забринут да Викернес "не постане нациста", иако се и он "нервирао колико је виђао обојених људи у граду". О његовој мајци, Викернес изјављује да је она била "забринута да ће он довести црнкињу кући!". За време "Lords of Chaos" интервјуа, Викернес је и даље имао добре односе са мајком али веома мало контакта са његовим оцем. Такође је рекао да су његови родитељи разведени; Викернесов отац је рекао да је "отишао пре десет година", што би било 1985, када је Викернес имао 11 или 12 година.
"Енциклопедија беле моћи" и историчар Николас Гудрик-Кларк су обоје наводно рекли да је Викеренес део нео-Нацистичког скинхед покрета као адолесцент. Када си га питали у "Lords of Chaos" интервју да ли се дружио са скинхедима у Бергену, Викернес је тада рекао: "да нема скинхеда у Бергену".
Фан класичне музике као дете, доста је слушао Чајковског, Викернес је почео да слуса хеви метал са 12 година, Iron Maiden је била његова највећа инспирација. После је открио бендове који су касније утицали и на музику његовог бенда. Venom је већина бендова прогласила као најутицајнији блек метал бенд, Викернес је увек негирао да је био инспирисан њима, такође је рекао да је њихова музика "спрдња". Једном је обукао мајицу од блек метал бенда Venom да би промовисао жанр али је касније рекао да је зажалио што је то урадио.
Још од малена, Викернес је такође био фасциниран фиктивним светом Средње-земље који је направио Џ. Р. Р. Толкин. Његово сценско име, Гришнах, је узето од орка из Две Куле, док је име бенда Бурцум, што значи "тама", узето је из Црног говора гравирано на Једном прстену из Господара Прстенова. На гравури је писало "Ash nazg durbatulûk, ash nazg gimbatul, ash nazg thrakatulûk agh burzum-ishi krimpatul" или на српском "Један прстен који ће владати свима, Један прстен да их нађе, Један прстен да их све доведе и да их споји у тами".

### Рана музичка каријера
Викернес је почео да свира гитару са 14 година. Када је имао 17 година, Викернес је био у контакту са члановима бенда Old Funeral. Свирао је гитару са њима од 1990. до 1991. и свирао у њиховој Devoured Carcass епизоди пре него што је отпочео свој соло музички пројекат, Бурцум, и брзо је био умешан у рану Норвежанску блек метал сцену. Од 1992. до 1993, снимио је четири албума за Бурцум.
Викернес је рекао да је за снимање ранијих албума користио старију Вестон гитару, коју је купио 1987. Користио је најјефтинију бас гитару која је имала у локалној радњи и позајмио је неке делове бубњева од бенда Old Funeral, бенда Immortal и од других "музичара из комшилука". У Hvis lyset tar oss, позајмио је бубњеве од Hellhammer-a (тадашњег бубњара Мејхема), исти који је Hellhammer користио да сними De Mysteriis Dom Sathanas од Мејхема. Користио је Пивеј појачало, Али за снимање Filosofem, користио је појачало са стерео-уређаја од његовог брата и неке старе педале. За вокале, користио је било који микрофон који му је био понуђен, али за снимање Filosofem, намерно је користио најгори микрофон који су имали, тојест микрофон са слушалица. На траци "Dungeons of Darkness", користио је гонг за позадинске звуке (Еуронимус му је помогао тако што је ударао песницом о гонг).
у 1992, Викернес се придружио блек метал бенду Mayhem, годину дана после када је Dead (члан бенда Мејхем) извршио самоубиство 8. априла 1991.

### Паљење цркви
Шестог јуна 1992, Фантофт црква, која потиче од 12. века и која је сматра архитектонски значајна, била је запаљена. До јануара 1993, напади су се десили на још седам већих цркви, један напад се десио и током бадње вечери 1992. Викернец је био осумњичен за неколицину случајева: паљења и покушаја паљења Осан цркве и Стортвејт цркве, паљење Скјолд цркве у Виндафјорду и паљење Халменколен капеле у Ослу. Био је и осуђен за паљење још једне цркве, али га нису нашли кривим. Судије су нашле ову једну грешку али нису поништили цео случај.
У то време, медији су се изјаснили да се Викернец придружио теицтичком Сатанизму. У каснијим интервјуима, иако није преузео кривицу за паљења, рекао је да та паљења нису била из сатанистичких разлога, него више као освета када су хришћани палили гробове и храмове Викинга. По Викернесу, паљење се десило на годишњици Линдисфарнове рације Викинга. Викернес је изјавио да је свако паљење, сем оног код Ставенгера, је починила само једна особа.

### Убиство Еуронимуса
Ране 1993, несугласице су постојале између Еуронимуса и Викернеса. После Bergens Tiende епизоде. Еуронимус је одлучио да затвори Helvete јер је почело да привлачи превише пажње полиције и медија.
Током ноћи 10. августа 1993, Викернес је смртно избо Еуронимуса у његовом апартману у Ослу. Убиство је првобитно окривљено од стране медија на Шведске блек метал музичаре. Претпостављало се да је убиство било резултат слабљења моћи, финансијских потешкоћа због Бурцума (Еуронимус је дуговао Викернесу велику суму новца). Викернес је рекао да је убио Еуронимуса у само-одбрани. Рекао је да је Еуронимус планирао га ошамути електрошокером, да га веже и да га мучи до смрти код све то снима. Викернес је објаснио: "Да ај то причао свима и свакоме ја то не бих схватио тако озбиљно. Али само је то рекао посебној групи пријатеља и један од њих је то рекао мени". Рекао је да је Еуронимус планирао да искористи састанак о вези непотписаног уговора да га заскочи.
На ноћ убиства, Викернес и Снор "Blackthorn" Рух су возили од Бергена до Еуронимусовог апартмана у Ослу. Blackthorn је наводно стојао на степеницама и пушио док је Викернес ишао до Еуронимусовог апартмана на четвртом спрату. Викернес је рекао да се видео са Еуронимусом да би му пружио потписани уговор, али када је пришао напред и видео Еуронимуса, Еуронимус се "успаничио" и шутнуо га је у груди. Викернес је тврдио да је Еуронимус дотрчао у кухињу да узме нож. Њих двоје су се побили у Викернес је убо Еуронимуса до смрти. Његово тело је нађено на степеницама на првом спрату са 23 ране од убода, две на глави, пет на врату и шеснаест на леђима. Викернес је рекао да је задњи ударац био толико јак да је нож био заглављен у Еуронимусовој лобањи, али ниједан физички доказ или телесна повреда није могла да потврди то. Викернец тврди да је већина Еуронимусових повреда била последица поломљеног стакла на које је пао током одупирања. После убиства Викернес и Blackthorn су се вратили у Берген. Током пута, зауставили су се код језера где се Викернес отарасио крваве одеће. Фауст бубњар бенда Емперор није веровао у то да је убиство било у само-одбрани, али басиста Мејхема Necrobutcher веровао је да је Викернес убио Еуронимуса због споменутих претњи смрћу које је добио од њега.
Blackthorn је тврдио да је Викернес планирао да убије Еуронимуса и да је набацивао притисак на њега да пође са њим. Тврди да је лета 1993, да је замало одведен у душевну болницу али је побегао у Берген и остао са Викернесом. Blackthorn је рекао за убиство: "Нисам био ни за ни против тога. Било ме је баш брига за Еуронимуса". Међутим Викернес тврди да није планирао убиство и да је Blackthorn пошао са њим да покаже Еуронимусу неке нове гитарске рифове.
Викернес је био ухапшен 19. августа 1993. године у Бергену. Полиција је нашла 150 килограма експлозива и 3000 метака у његовом дому. Према Енциклопедији Беле Моћи, Викернес је "планирао да разнесе Blitz House, радикално левичарско и анархистичко место у Ослу", план који је "био близу испуњавања". У чланку који је објављен 1999. године, Кевин Куган је такође поменуо Викернесов наводни покушај да "уништи панкерско анти-фашистичко друштво у Ослу под називом Blitz House", и тврдио да је "Викернесу осетио да није имао другог избора него да убије Еуронимуса пре бомбардовања Blitz House-a јер би се то "Комунистима" не би то свидело". Виекрнес је одбио те тврдње, тврдећи да је "Узимао муницију и експлозиве да би бранио Норвешку ако би били нападнути било кад. Током Хладног Рата, Сједињене Државе и Совјетски Савез су могли да нас нападну. Нисмо имали разлога да верујемо влади, краљевској породици или војсци због прошлог пута шта се десило када смо били нападнути. Остали смо сами са собом."

#### Суђење
Викернесово суђење је почело 2. маја 1994.; бранио га је адвокат Стајн-Ерик Матсон. Много других чланова сцене, укључујући Blackthorn и Faust. Су били позбани на суђење у то време. Неки су признали своје злочине и кривили друге. По Lords of Chaos књизи, "Викернес је био згрожен док је он ћутао и није ништа рекао, други су све причали и признали".
Током суђења медији су направили да Викернец буде "прва права државна бабарога у протеклих педесет година". На суђењу је тврђено да је он, Blackthorn и још један пријатељ испланирали убиство. Суд је рекао да је трећа особа остала у стану у Бегрену као алиби; да би изгледало као да никад нису отишли из Бергена, требао је да изнајми филмове, пушта их у апартману и да узме новац са Викернесове кредитне картице.
На 16. мај 1994, Викернес је осуђен на 21. годину у затвору (Норвешка највећа казна) за убиство Еуронимуса, паљење три цркве, за покушај паљења четврте цркве и за крађу и складишење 150 килограма експлозива. Иако је Викернес признао само за убиство и крађу експлозива, две цркве су биле запаљене дана када је добио казну, "вероватно као симболичка подршка". Blackthorn, иако није био задужен за убиство јер је био на степеницама да пуши, добио је казну у трајању од 8 година зато што је био саучесник.
Маја 1994. је такође изашао Мејхем албум De Mysteriis Dom Sathanas, где је Еуронимус био на електричној гитари а Викернес на бас гитари. Пре објављивања, Еуронимусова породица је питала бубњара Мејхема, Hellhammer-a, да склони бас траке које је снимио Викернес. Hellhammer је рекао "Мислио сам да је било прикладно да убица и жртва буду у истом албуму и у истим песмама. Рекао сам да сам ја поново снимио бас делове, али никад нисам то урадио.".

### Затворска казна
Викернес је своју казну излежао у затворима у Бергену, Тенсбергу, Рингерикеу, Трондхејму и у Тромсеу.
Према Шведском историчару Метијасу Герделу у његовој књизи Gods of the Blood, Викернес је основао Норвешки Хитенски Фронт током својих ранијих година у затвору. Гардел је рекао да је ово била паганска нео-Нацистичка група која је порасла у интернационални Пан-Германски Хитенски Фронт. Према Зејвиеру Катариниху, Викернес је био "само-прозвани вођа" норвешког Хитенског Фронта и Гудрик-Кларк је помињао да је Викернес потврдио "своју улогу као вођа норвеског Хитенског Фронта" када је писао Vargsmål. Хитенски Фронт је званично демантовао да је Викернес био главни. Према ауторима књиге Lord of Chaos, ово су можда урадили да би га заштитили, јер је Норевешким затвореницима било забрањено да воде политичке групе. Адреса организације је била иста као адреса Викернесовог поштанскот сандучета у затвору, за шта је аутор поменуо да је то направило "веома тешко за њега [Викернеса] да одради ефективан посао" у вођењу организације, јер су сва писма била скенирана од стране запослених у затвору. Викернес је рекао "Никад нисам био члан нити лидер такве огранизације. Једина организација у којој сам члан јесте Riksmålsforbundet".
На 8. април 1997. године, Норвешка је ухапсила пет нео-нациста у Хемнесу. Према полицији, млади момци су били део само-стилизоване "Einsatzgruppen" и планирали су нападе на политичке и религијске преставнике у Норвешкој. Такође су планирали да изваде Викернеса из затвора. Група "је имала све ознаке паравојне јединице", укључујући пушке, експлозиве, панцире, челичне шлемове и фантомке. Један од чланова, Том Ејтернес, се спријатељио са Викернесом у затвору пре бекства. Викернесова мајка је била ухапшена јер је групи дала новчану подршку од 100,000 норвешких круна. Признала је кривицу, али тврди да није знала да су они били "десничарски екстремисти" и рекла је да је њен син био нападнут од стране других затвореника. Касне 1996. године, његова вилица је наводно била поломљена током туче са другим затвореником. Међутим, директор затвора је рекао да су њене изјаве неосноване и полиција је сумњала да је тај новац дао Викернес. Lord of Chaos је споменуо да је Викернес усвојио "Скинхед" изглед и носио је каиш са Шуцштафел ознаком у то време. Упркос њеном принању, Бор није био окривљен и 1998. године случај против "Einsatzgruppe" је био одбачен.
Током свог времена у затвору, Викернес је снимио два албума који су били направљени по амбијенталној музици и неофолк музици. Први албум, Dauði Baldrs, снимљен је 1994. до 1995. године и избачен је октобра 1997. Други албум, Hliðskjálf, је снимљен 1998. и избачен априла 1999. Викернесу је био забрањен приступ електричној гитари, бац гитари или бубњевима и уместо тога је користио синтисајзер. У 2000. години, Викернес је одлучио да стави Бурцум на чекање. Веровао је да је његова филозофија константно погршно схваћена од стране његових слушаоца који су блиски блек металу и сатанизму. Касније, преко његовог веб сајта, се изјаснио да би желео да нестави Бурцум када буде био пуштен из затвора, тврдећи: "Објавићу неколико књига, вероватно користећи алијас да би остао анониман и вероватно један или два Бурцум албума и то је то".
Августа 2003, Викернес је пребачен из затвора са највећим обезбеђењем у Бергену у затвор са малим обезбеђењем у Тенцбергу. На 15. октобар, локалне новине, Tønsbergs Blad, објавили су чпланак који је критиковао Викернеса. На 26. октобар, Викернец је хтео да побегне када су му дали кратку отпусницу. Зауставио је аутомобил у Нумедалу. Унутар аута је била трочлана породица, који су рекли да је хтео да украде ауто претећи пиштољем. После 19. сати, полиција је зауставила ауто у Ромерику и ухапсили су га. У ауто су нашли нож, гас маску, камуфлирану одећу, преносиви ГПС навигатор, мапе, компас, лаптоп и мобилни телефон. Полиција је такође је насла пиштољ и аутоматску пушку и кабини у Ролагу, где се Викернец крио током његовог бекства. Закључили су да је његово бекство "добро испланирано и да је више људи из споља помогло у томе". Пре бекства, Викернес је дао својој мајци писмо. У њему, он је написао да је добијао претње смрћу и да је други затвореник покушао да га задави кратко после објављивања чланка у новинама. Због његових поступака, тринаест месеца је додато на Викернесову казну и био је пребачен у затвор у Рингерикеу јула 2004, пребачен је у затвор са највећим обезбеђењем у Трондхејму. Задње три године казне је провео у затвору у Тромсеу.

### Живот после затвора
Викернес је наставио рад са Бурцумом после његовог ослобођења. Избацио је још три блек метал албума: Belus (2010), Fallen (2011) и Umskiptar (2012) и компилацију поновно снимљених песми (From the Depths of Darkness). На 27. април 2013, Викернец је избацио песму на свој званични Јутјуб канал, која се зове "Back to the Shadow", за коју је Викернес рекао да је била последња метал песма коју ће икад снимити као Бурцум. маја 2013, избацио је још један амбијент албум, Sôl austan, Mâni vestan.
јула 2012, Викернес је направио свој Јутјуб канал који се зове ThuleanPerspective. Канал се највише бавио његовом метафоричком интерпретацијом Европске паганске митологије, метемпсихози и његових политичких ставова. Током 2013, Викернес и његова жена су избацили филм који се зове ForeBears, базирано на обожавању медведа за време Неандерталаца, што је по њему повезано са аутизмом.
Током 16. јула 2013, Викернес и његова жена, Француска држављанка, су били ухапшени у сопственој кући у Француској, према сумњи да су планирали терористички напад када је његова жена купила четири пушке. Званичници су касније рекли да је Викернесова жена имала легалну дозволу да купи пушке. Њих двоје су касније били пуштени на слободу када полиција није могла да идентификује терористички план или мете. Уместо тога Викернес је осуђен од стране Француских власти за промоцију расне мржње према јеврејима и муслиманима, јер је то криминални прекршај у Француској. То је било због објава на његовом блогу "ThuleanPerspective", који је укључивао антисемитичке расправе које су склоњење одма после казне. Викернес је тврдио да није он написао те објаве, али је блог посветио све објаве њему. Током 8. јула 2014, Викернес је осуђен за промоцију расне мржње и осуђен је на шест месеца условне казне и новчане казне од 8000 евра.
Јуна 2018, Викернес је коментарисао да је "прешао преко" Бурцум пројекта на свом Јутјуб каналу, тврдећи да се "опростио" од пројекта.
Викернесов Јутјуб канал је био склоњен са платформе јуна 2019. Ово је била последица обавештења Јутјуба да ће бити више агресивна у уклањању екстремистичких снимака и говора мржње који прекршавају услове коришћења. Викернес је рекао да није знао зашто је његов канал био уклоњен. У року од неколико сати, направио је нови канал и рекао је да ће да настави да избацује садржај на њему. Овај канал је такође уклоњен.
Касне 2019. године, Викернес је објавио на свом Твитер налогу да је планирао да избаци још један Бурцум албум. По називом Thulean Mysteries, овај албум је избачен марта 2020. године.

## Писање
Касне 1994. године, док је био у затрвору, Викернес је написао књигу на Норвешком језику која се зове Vargsmål (Речи Варга). Викернес је рекао да је написао Vargsmål да би се одбранио против медија. Према Lord of Chaos, Vargsmål је био доступан на интернету неко време током 1996. али не и у штампаном издању. Током 1997. године, Норвешки издавач је избацио издање књиге са папирном полеђином; то издање је било финансирано од стране Викернесове мајке, Хелене Бор. Током 1999, Vargsmål је био продаван од стране неонацистичке организације Хитенски Фронт на њиховом веб сајту.
Током 1998. године написао је књигу под називом Germansk Mytologi og Verdensanskuelse ("Теутонска митологија и поглед на свет").
Током 2011. године, Abstract Sounds Books је избацила Викернесову књигу на енглеском језику која се зове Sorcery and Religion in Ancient Scandinavia (Магија и Религија у Античкој Скандинавији), о религиозним обичајима Скандинавских људи, највише током каменог доба и бронзаног доба. Према рецензији са музичког блога Heathen Harvest, књига одбија прихваћене академске теорије, уместо тога се фокусирало на Викернесове претпоставке и персонализоване приче.
Током касне 2003, Викернес је почео да пише чланке за Burzum.org, који је постао званични веб сајт Бурцума. Такође је и писао за свој сопствени блог, Thulean Perspective, који је био постављен јануара 2013. године. Веб сајт Ancestral Cult је био направљен од стране њега и његове жене.
Викернес је избацио самоосмишљену tabletop role-playing игрицу која се зове MYFAROG. Током 2019. године, он је објавио да планира да избаци амбијент Бурцум албум, под називом "Thulean Mysteries", који је замишљен као позадинска музика за игрицу.

## Погледи
У Metal: A Headbanger's Journey, редитељ Сем Дун је описао Викернеса као "најозлоглашенијег метал музичара свих времена" због његових злочина и такође због његових политичких и религијских ставова. Док је био у затвору, Викернес је промовисао ставове који су била комбинација Одинизма и Есотеричког Нацизма. Академик религијских студија Егил Мон-Иверсен је окарактерисао Викернеса као "идола за скинхеде са нагибом према Паганизму и за савремене Пагане са нагибом ка Националном Социјализму". У изјави која је 2005. постављена на његовом веб сајту, Викернес је написао да иако је "повремено користио термин "нацизам" да опише његову идеологију", више не описује себе тако. Користио је тај термин пратећи његово осуђење 1994. до касних 90-их. Поред других ствари, није хтео да га асоцирају са антисловенством.
Од касних 90-их он је описао своје погледе као "Одализам", који је он рекао да садржи "паганизам, традиционални национализам, расизам и одржавање зивотне средине". Викернес такође практикује социјални конзерватизам, једноставан живот и самодовољност. Његова идеологија је описана као "анти-модерна" и одбацује све сто спада у "претњу преиндустријском Европском паганском друштву, укључујући али не увек: хришћанство, ислам, јудаизам, капитализам и материјализам". Он се такође бори против "интернационалне јеврејске теорије завере против традиционалног Европског идентитета".
Викернес је написао као симпитазира неке погледе Андреса Беринга Брејвика, али је рекао да сумња да је Брејвик одрадио свој терористички напад као део Јеврејске завере. Критиковао је Брејвика јер је убио недужне Норвежане и назвао га је "Хришћанским губитником", говорећи да је једини начин да "спаси Европу" је да "одбаци све хришћане и остале интернационалне глупости и да прихвати само Европска вредновања и идеале".

## Лични живот
Викернес има сина који се родио 2007. године са својом женом Маријом Кашет. Венчали су се исте године. У интервју-у 2008. године, рекао је да он и његова жена очекују друго дете (Викернесово треће дете). После његове слободе, он и његова породица су живелу у Bø, Telemark. Касније су се преселили у Лимузен у Француској. Од 2017. године, рекао је да има шест деце и да планира да има још.

## Дела

### Дискографија

#### Као Бурцум
- 1992 – Burzum (снимљено јануара 1992)
- 1993 – Aske (снимљено августа 1992)
- 1993 – Det som engang var (снимљено априла 1992)
- 1994 – Hvis lyset tar oss (снимљено септембра 1992)
- 1996 – Filosofem (снимљено марта 1993)
- 1997 – Dauði Baldrs (снимљено у затвору од 1994. до 1995)
- 1999 – Hliðskjálf (снимљено у затвору 1998)
- 2010 – Belus (снимљено 2009)
- 2011 – Fallen (снимљено новембра 2010)
- 2011 – From the Depths of Darkness (снимљено марта 2010)
- 2012 – Umskiptar (снимљено септембра 2011)
- 2013 – Sôl austan, Mâni vestan (снимљено током 2012)
- 2014 – The Ways of Yore (снимљено током 2013)
- 2020 – Thulêan Mysteries (снимљено од 2015. до 2020)

#### Остала гостовања
- 1994 – Darkthrone – Transilvanian Hunger (написао текст за четири песме)
- 1995 – Darkthrone – Panzerfaust (написао текст за једну песму)
- 1994 – Mayhem – De Mysteriis Dom Sathanas (свирао бас гитару)
- 1993 – Mayhem – Life Eternal (свирао бас гитару)
- 1991 – Old Funeral – Devoured Carcass (свирао електричну гитару)
- 1999 – Old Funeral – Join the Funeral Procession (компилација, свирао електричну гитару)
- 1999 – Old Funeral – The Older Ones (компилација, свирао електричну гитаре)
- 2002 – Old Funeral – Grim Reaping Norway (уживо албум, свирао електричну гитаре)

### Биографија
- 1997 – Vargsmål